# 大尾龍屬
大尾龍屬（學名：Macrurosaurus）是白堊紀早期恐龍的一屬。牠是生存於歐洲的泰坦巨龍類。牠有前凹型脊椎，身長估計長約40呎。模式種是M. semnus，是由哈利·絲萊（Harry Govier Seeley）於1876年描述、命名的。
大尾龍的化石是從英格蘭劍橋地區附近發現，地質年代估計約1億3000萬年前。
大尾龍目前被認為是一個疑名。

## 外部連結
- http://web.me.com/dinoruss/de_4/5a6d9d6.htm（页面存档备份，存于）
- https://web.archive.org/web/20070928010631/http://www.dinosauria.com/dml/names/dinom.htm